# Албінарі
Албінарі (рум. Albinari) — село у повіті Прахова в Румунії. Входить до складу комуни Арічештій-Зелетін.
Село розташоване на відстані 86 км на північ від Бухареста, 31 км на північ від Плоєшті, 148 км на захід від Галаца, 65 км на південний схід від Брашова.

## Населення
За даними перепису населення 2002 року у селі проживали 274 особи, з них 271 особа (98,9%) румунів. Рідною мовою 272 особи (99,3%) назвали румунську.